# Данилишин Богдан Михайлович
Богда́н Миха́йлович Данили́шин (нар. 6 червня 1965 с. Церковна Долинського району Івано-Франківської області, УРСР) — український державний та політичний діяч, економіст, доктор економічних наук, професор, академік НАН України, академік Української екологічної та Української економічної Академій наук, голова Ради по вивченню продуктивних сил України НАН України, міністр економіки України в другому уряді Юлії Тимошенко, Президент Європейського Інституту економічних та політичних досліджень розвитку країн Центральної та Східної Європи і України (2012—2015) (Прага).
Голова Ради Національного банку України з 2016 по листопад 2022 року.

## Освіта й кар'єра
Закінчив Тернопільський державний педагогічний інститут (1987 р.), аспірантуру за спеціальністю «економіка» в РПВС НАН України (1991).
Кандидат економічних наук (1991).
У 32 роки став одним із наймолодших докторів економічних наук, успішно закінчивши докторантуру в НАН України за спеціальністю «економіка регіонів, розвиток продуктивних сил» в 1997 році, а в 44 роки — наймолодшим академіком Національної академії наук України (2009 р.).
В 2003—2010 роках — голова експертної ради ВАК України з питань макроекономіки, трансформацій, міжнародного та регіонального розвитку. Відзначений Подякою Голови ВАК України.
2003 році здобув вчене звання професора. Викладав у Київському національному університеті імені Тараса Шевченка, Національному університеті державної податкової служби України, Національній академії державного управління при Президентові України, Карловому університеті (м. Прага), Університеті імені Гумбольдтів (Берлін).
Колишній голова Ради з вивчення продуктивних сил НАН України. Дійсний член Наукового товариства імені Шевченка (Франція).
Член Бюро відділення економіки Національної академії наук України з 2004 року.
Володіє німецькою, англійською та чеською мовами.

## Робота в уряді
Призначений на посаду Міністра економіки України в другому уряді Юлії Тимошенко постановою Верховної Ради України № 10-VI від 18 грудня 2007 року і займав її до 11 березня 2010 року. Це один з найдовших термінів перебування на посту Міністра економіки за період незалежності України.
За час перебування Данилишина на посаді Міністра економіки України країна стала членом Світової організації торгівлі (2008), проведено 19 раундів переговорів щодо зони вільної торгівлі з Європейським Союзом, Європейською асоціацією вільної торгівлі. Міжнародною лігою економістів визнаний найкращим Міністром економіки за роки незалежності України.
В 2008 році став співзасновником і першим Головою українсько-американської Ради з питань торгівлі та інвестицій. Був відзначений особистою Подякою Президента США Джорджа Буша
2 жовтня 2008 році обраний Головою Ради експортерів України.
11 серпня 2010 року Генеральна прокуратура України винесла постанову про оголошення Данилишина у внутрішньодержавний і міжнародний розшук. У жовтні того ж року його було затримано в Чехії.
Наприкінці листопада 2010 року Данилишин попросив у Чехії політичного притулку. 13 січня 2011 року Міністерство внутрішніх справ Чехії задовільнило це прохання, і вже наступного дня Богдана Данилишина випустили на волю за рішенням міського суду Праги.
У травні 2011 року очолив міжнародну неурядову організацію, яка отримала назву «Українська європейська перспектива».
12 грудня 2012 року Генеральна прокуратура України припинила кримінальне провадження щодо Данилишина через відсутність складу злочину, і його знято з міжнародного розшуку.
У 2013 році обраний Президентом Європейського Інституту економічних та політичних досліджень розвитку країн Центральної та Східної Європи і України (Прага).

## Повернення до України
2014 року повернувся до України, став професором Київського національного економічного університету, керівником Інституту регіоналістики КНЕУ, завідувачем кафедри регіоналістики і туризму.
24 жовтня 2016 року Указом Президента України № 470/2016 Данилишина було призначено членом Ради Національного банку України. 25 жовтня 2016 року Рада Національного банку України обрала Данилишина своїм головою.

## Діяльність на посту Голови Ради НБУ
Від самого обрання Богдана Данилишина Головою Ради НБУ (жовтень, 2016 рік)  робота Ради Національного банку була спрямована на підтримку дій регулятора щодо виконання законодавчого мандату Національного банку  – досягнення та підтримка цінової та фінансової стабільності в Україні. До речі, першими прийнятими Радою актами стали рішення щодо Основних засад грошово-кредитної політики та здійснення контролю за її проведенням, які не приймались з 2014 року через відсутність майже 2 роки Ради НБУ (жовтень 2016 року). Саме нинішнім складом Ради запроваджено таку без перебільшення надважливу зміну в діяльності Національного банку як перехід до нового монетарного режиму — інфляційного таргетування.
За 2016—2022 роки проведено  75 засідань, на яких ухвалили близько 270 рішень. Ключові документи, які щороку ухвалювалися Радою Національного банку: Основні засади грошово-кредитної політики на наступний рік та середньострокову перспективу; щорічний кошторис адміністративних витрат Національного банку України; Консолідована фінансова звітність Національного банку України за звітний рік; здійснюється постійний нагляд за системою внутрішнього контролю та інші законодавчо визначені дії.  Рада також схвалила Стратегію монетарної політики НБУ що забезпечує послідовність монетарної політики та незмінність її цілей та принципів.

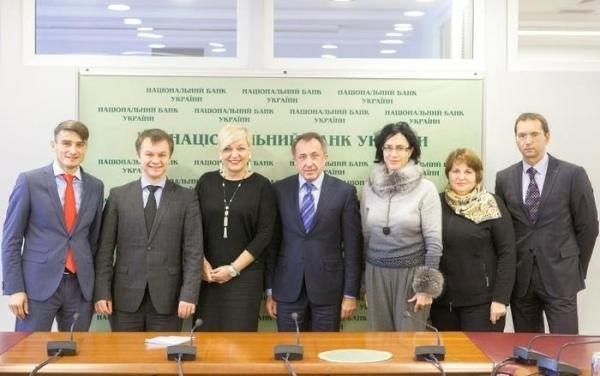
Богдан Данилишин (у центрі) з колегами по Раді НБУ

Держава має відчутний ефект від діяльності Ради, який можна оцінити не тільки якісними показниками, але й кількісними. За період 2016—2021 роки за рішенням Ради до Державного бюджету України перераховано майже 240 млрд грн прибутку до розподілу. Крім того,   переглянуто процедури формування та використання резервів власного капіталу і, як результат, вивільнення до Державного бюджету становило: у 2017 році 2,1 млрд грн та 5,2 млрд грн у 2019 році, що збільшило обсяг прибутку, який спрямовується  до Державного бюджету України.  Оптимізація обсягу витрат Кошторису становила: на 2017 рік на 332 млн грн, на 2018 рік на 1,4 млрд грн на 2019 рік на 590 млн грн. У 2020 році Рада Національного банку під час розгляду кошторису адміністративних витрат Національного банку зменшила планові обсяги витрат на 2021 рік. Так, керуючись критеріями щодо обґрунтованості витрат, їх відповідності функціоналу Національного банку, було узгоджено з Правлінням Національного банку та оптимізовано показники кошторису на 2021 рік на 103 млн грн.
При цьому дії Ради жодним чином не обмежували фінансову незалежність НБУ, Правління мало достатні фінансові ресурси, необхідні для виконання його функцій, реалізації відповідних програм та забезпечення належного рівня оплати праці співробітників.
В період воєнного стану Радою НБУ прийнято Основні засади грошово-кредитної політики на період воєнного стану та прийнято рішення про перерахування до Державного бюджету прибутку до розподілу в сумі 24 млрд грн.у 2022 році та майже 72 млрд грн у 2023 році.

## Наукова діяльність
Автор понад 500 наукових праць (зокрема 18 монографій), у яких досліджені, узагальнені й обґрунтовані шляхи вирішення актуальних проблем монетарної політики, формування сучасної державної макроекономічної та регіональної політики, економіки природокористування та розвитку продуктивних сил України в контексті з новими економічними і політичними умовами.
Став фундатором наукових напрямів макроекономічної політики, національної безпеки, еколого-економічної політики, економіки природокористування та охорони навколишнього середовища, регіональної економіки, економіки природно-техногенної та екологічної безпеки.
Данилишин посідав № 29 серед найцитованіших науковців України за даними «Бібліометрики української науки».
Член редколегії наукових журналів «Економіка України», «Фінанси України»; «Регіональна економіка».

## Нагороди та відзнаки
- Заслужений діяч науки і техніки України (2007)[26].
- Лауреат Державної премії України в галузі науки і техніки (2003)[27].
- Нагороджений Почесною грамотою Верховної Ради України «За особливі заслуги перед Українським народом» (2004), почесними грамотами Кабінету Міністрів України (2003[28], 2007).
- Великий офіцер ордену Трьох зірок (Латвія, 19 июня 2008 года)[29]

## Публікації
- Эколого-экономические проблемы обеспечения устойчивого развития производительных сил Украины. — К.: Випол, 1997. — 260 с.
- Устойчивое развитие в системе природно-ресурсных ограничений. — К.: СОПС Украины НАН Украины, 1999. — 365 с.
- Природно-ресурсний потенціал сталого розвитку України. — К.: Нічлава, 1999. — 715 с.
- Природно-техногенні катастрофи: проблеми економічного аналізу та управління. — К. : «НІЧЛАВА», 2001. — 260 с.
- Благосостояние наций: эволюция парадигмы развития. Книга 1. — К.: НАН Украины, 2002. — 356 с.
- Макросистемна еволюція економіки України. — К.: НАН України, 2008. — 750 с.
- Рентні відносини в системі модернізації національної економіки / За ред. Б. М. Данилишина. — К.: НАН України, 2008. — 796 с.
- Наукові нариси з економіки природокористування. — К.: НАН України, 2008. — 280 с.
- Економіка України: криза розвитку та перспективи модернізації. — К.: ЗАТ «Нічлава», 2010. — 414 с.
- Тексти вибраних публікацій
  - Данилишин Б. (2023). Забезпечення макроекономічної стабільності в умовах воєнного стану. Наука та інновації, 19 (1), 3–19. https://doi.org/10.15407/scine19.01.003
  - Богдан Данилишин та Іван Богдан (2022). Монетарна політика під час війни: як забезпечити макроекономічну стабільність. Управління інвестиціями та фінансові інновації, 19 (2), 344—359. doi: 10.21511/imfi.19(2).2022.30
  - Богдан Данилишин та Іван Богдан (2021). Проблеми оцінки нейтральної процентної ставки: висновки для України. Управління інвестиціями та фінансові інновації, 18 (3), 214—228. doi: 10.21511/imfi.18(3).2021.20
  - THE TAX CHANGES IMPACT ON THE MUNICIPAL BUDGETS REVENUES IN UKRAINE. Financial and Credit Activity-Problems of Theory and Practice 2022 | Стаття DOI: 10.55643/FCAPTP.5.46.2022.3843 WOSUID: WOS:000895553700010. Danylyshyn, Bohdan; Cymbal, Oleksandr; Ostafiichuk, Yaroslav; Pylypiv, Vitalii
  - Необхідні кроки для розвитку економіки та банківського сектору України в період коронакризи та після її завершення / Б Данилишин, Е Степанюк — Економіка України—Економіка України, 2021
  - Б. Данилишин, В. Куценко. Інноваційна модель економічного розвитку: роль вищої освіти // Вісник НАН України. — 2005. — № 9. — С. 26-35. [Архівовано 10 вересня 2010 у Wayback Machine.]
  - Б. Данилишин, В. Куценко. Освіта, наука і виробництво у контексті вимог Болонської декларації // Вісник НАН України. — 2007. — № 3. — С. 14-22. [Архівовано 10 вересня 2010 у Wayback Machine.]
  - Б. Данилишин, О. Веклич. Ефект декаплінгу як фактор взаємозв'язку між економічним зростанням і тиском на довкілля // Вісник НАН України. — 2008. — № 5. — С. 12-18. [Архівовано 10 вересня 2010 у Wayback Machine.]
  - Б. Данилишин, В. Пилипів. Формування цілісної національної господарської системи: соціолого-економічні аспекти // Вісник НАН України. — 2008. — № 7. — С. 3-11. [Архівовано 10 вересня 2010 у Wayback Machine.]

### Інтерв'ю
- Богдан Данилишин: Я завжди мав намір повертатись в Україну. Українська правда. 14 мая 2010. Архів оригіналу за 18 січня 2011. Процитовано 15 січня 2011.| Словники та енциклопедії | Енциклопедія сучасної України                                                               |
| Нормативний контроль     | GND: 129451517 · GKG: /g/1211cg0w · LCCN: n94058447 · MAK: 9810583220105606 · VIAF: 1091841 |